# Adelheid II. (Gandersheim)
Adelheid (* Herbst 1045 wohl in Goslar; † 11. Januar 1096 in Quedlinburg) war die älteste Tochter Kaiser Heinrichs III. aus seiner zweiten Ehe mit Agnes von Poitou. Adelheid war als Äbtissin von Gandersheim und Vreden seit 1061 und von Quedlinburg seit 1063 jeweils Nachfolgerin ihrer älteren Halbschwester Beatrix.

## Leben
Adelheid war die älteste Tochter Kaiser Heinrichs III. und seiner zweiten Gemahlin Agnes von Poitou. Die beiden hatten insgesamt fünf Kinder. Während die Söhne mit Namen und Geburtsdaten von den Chronisten erfasst wurden, wurden von den drei Töchtern nur die Geburtsdaten überliefert. Dies war im Mittelalter eine übliche Praxis, Töchter wurden erst mit Namen erwähnt, wenn sie heirateten oder ein Amt antraten. Daher kommen für Adelheids Geburtsjahr auch drei Möglichkeiten infrage, da sie jedoch schon 1061 ein hohes Amt als Äbtissin zugewiesen bekam, ist davon auszugehen, dass sie die erstgeborene Tochter war und somit das erste der drei Geburtsdaten (1045) ihr zugeordnet werden kann. Über Adelheids Kindheit und Jugend ist nicht viel bekannt.
1061 wurde Adelheid II. zunächst Nachfolgerin ihrer älteren Halbschwester Beatrix als Äbtissin im Stift Gandersheim, ab 1063 dann auch in Quedlinburg. Die Tradition, die älteste Königstochter in ein Äbtissinnenamt einzusetzen, stammt noch aus ottonischer Zeit (10. Jahrhundert). Bis weit ins 11. Jahrhundert hinein standen den wichtigen sächsischen Klöstern Gandersheim und Quedlinburg die erstgeborenen Königstöchter als Äbtissinnen vor. Der wichtigste Grund hierfür war die Stärkung der Stellung des Königs in Sachsen.
Eine 1069 von Adelheid ausgestellte Urkunde für den Herzogssohn Magnus Billung ist die älteste erhaltene Urkunde einer Quedlinburger Äbtissin. Das ebenfalls erhaltene Siegel dieser Urkunde zeigt den Schutzheiligen der Quedlinburger Stiftskirche, Servatius. In dieser Urkunde werden zudem mit Euezza preposita und Eilica decana zwei weitere Amtsinhaberinnen des Konvents, über dessen Personal ansonsten nichts bekannt ist, namentlich erwähnt. Bei der genannten Eilica könnte es sich möglicherweise um Adelheids spätere Nachfolgerin in Quedlinburg handeln. Sicher bezeugt ist sie ebenfalls bei der Weihe des Halberstädter Doms durch Bischof Burchard II. von Halberstadt im Jahre 1071.
In der Forschung umstritten ist ihre Beziehung zu ihrem Bruder Heinrich, insbesondere während des Sachsenkrieges (1073–1081). Einige Quellen (z. B. der Codex Diplomaticus Quedlinburgensis) berichten von ihrer starken politischen Fürsprache für die Sache ihres Bruders und sogar von einem Auftragsmord, den sie angewiesen haben soll. Einer kurzen chronikalischen Notiz bei Bernold von Konstanz zufolge soll Adelheid insoweit an der Ermordung des Markgrafen Eckbert II. von Meißen im Jahre 1090 beteiligt gewesen sein, als der Mord „durch die List einer gewissen Äbtissin von Quedlinburg, und zwar einer Schwester König Heinrichs“ geschehen sei.
Dagegen stellen andere Quellen ein gegensätzliches Bild dar. So soll Adelheid auf Anweisung ihres Bruders, König Heinrich IV., vergewaltigt worden sein. Am drastischsten schildert Bruno diese Angelegenheit in seinem Buch vom Sachsenkrieg:
„[...] die Schande nämlich, die er seiner Schwester angetan hat, als er sie mit seinen eigenen Händen niederhielt, bis sie ein anderer auf seinen Befehl und in Gegenwart des Bruders entehrt hatte. Es nützte nichts, dass sie die Tochter eines Kaisers, dass sie seine von beiden Eltern her ausgezeichnete Schwester, dass sie durch den heiligen Schleier Christus anverlobt war.“
Über ihre Stiftspolitik ist ansonsten kaum etwas bekannt, außer dass sie in Gandersheim die bereits von Beatrix dort praktizierte Verlehnung der Stiftsgüter fortsetzte und damit erneute Auseinandersetzungen mit den Kanonissen heraufbeschwor.
In ihre Amtszeit fallen außerdem die Großbrände, die ihre beiden Stiftskirchen zerstört haben: „Das hochehrwürdige Münster in Quedlinburg geriet mit allen Nebengebäuden (...) in Brand und wurde vollständig eingeäschert,[...].“ berichtet Lampert von Hersfeld für das Jahr 1070, in Gandersheim geschah desgleichen am 6. Juli 1081. Die Planung und der Neubau der Quedlinburger Stiftskirche, die auch heute noch ein prägendes Element der Stadt ist, begann noch in Adelheids Amtszeit. Inwiefern sie als Äbtissin daran beteiligt war, ist jedoch nicht überliefert. Adelheid starb am 11. Januar 1096 in Quedlinburg und wurde in der dortigen Stiftskirche begraben. Wie bei ihren beiden Vorgängerinnen, Adelheid I. und Beatrix I. erinnert in der Krypta der Quedlinburger Stiftskirche eine Grabplatte aus der Zeit der Neuweihe der Kirche im Jahre 1129 an die Äbtissin.